# Chastanhièr
Chastanhièr (en francès Chastanier) és un municipi francès situat al departament del Losera i a la regió d'Occitània.